# Xhafer Spahiu

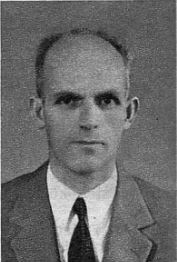
Xhafer Spahiu, 1986

Xhafer Spahiu (* 1923 in Đakovica, Königreich Jugoslawien, heute Kosovo; † 19. Mai 1999 in Tirana, Albanien) war ein Politiker der Partei der Arbeit Albaniens.

## Leben
Spahiu war zunächst im Staatsdienst tätig und unter anderem von 1957 bis 1959 Direktor des Staatlichen Geologischen Dienstes (Shërbimi Gjeologjik Shqiptar). Bereits als Kandidat des Zentralkomitees (ZK) der PPSh gehörte er im April 1957 neben Enver Hoxha, Mehmet Shehu, Gogo Nushi, Rita Marko, Ramiz Alia, Spiro Koleka und Behar Shtylla zu einer Delegation bei einem Staatsbesuch in der Sowjetunion, die sich mit den albanisch-sowjetischen Beziehungen befasste.
1958 wurde er erstmals Abgeordneter der Volksversammlung (Kuvendi Popullor) und gehörte dieser als Vertreter des Kreises Durrës von der vierten bis zum Ende der elften Wahlperiode 1991 an. Beim 4. Parteitag im Februar 1961 wurde Spahiu zum Mitglied des ZK gewählt. Außerdem war er einige Zeit Vizeminister und Minister für Industrie.
Auf dem 5. Parteitag der PPSh wurde er im November 1966 zum Sekretär des ZK gewählt und übte dieses Amt bis zu seinem Ausscheiden im November 1970 aus. Zugleich war er zeitweilig Mitglied des Präsidiums der Volksversammlung und damit des kollektiven Gremiums des Staatspräsidiums. Als solcher gehörte er zu den Mitgliedern der albanischen Regierungsdelegation bei den Feierlichkeiten zum 20. Jahrestag zur Gründung der Volksrepublik China. Weitere Mitglieder der Delegation waren Haki Toska, Leiter der Partei- und Regierungsdelegation Albaniens, Mitglied des Politbüros des Zentralkomitees der Partei der Arbeit Albaniens und Stellvertretender Vorsitzender des Ministerrates der Volksrepublik Albanien, sowie Xhorxhi Robo, Kandidat zum ZK der PPSh und Botschafter in der Volksrepublik China, Petro Olldashi, Kandidat zum ZK der PPSh, Parteisekretär im Kreis Berat und Held der sozialistischen Arbeit, Xhemal Shehu, Offizier der Volksarmee und Lumturi Duro, Leiter der Landwirtschaftlichen Genossenschaft „Enver Hoxha“ in Zharëz im Kreis Fier.
Im Anschluss wurde er am 23. November 1970 Stellvertretender Vorsitzender des Ministerrates in der Regierung von Ministerpräsident Mehmet Shehu  und behielt diese Funktion bis zum 13. November 1976. Dabei tauschte er sein bisheriges Amt als ZK-Sekretär mit Haki Toska, dem für die Landwirtschaft verantwortlichen Vize-Ministerpräsidenten. Spahiu befasste sich als Vize-Ministerpräsident in der Folgezeit schwerpunktmäßig mit Fragen der Industrie.
Bei dem darauf folgenden 6. Parteitag im November 1971 erfolgte seine Wahl zum Kandidaten des Politbüros. Diese Funktion hatte er ebenfalls bis November 1976 inne. Im Anschluss folgte am 13. November 1976 seine Ernennung zum Minister für Industrie und Bergbau in der siebten Regierung Shehu, der er bis zum 26. April 1980 angehörte.
Im April 1985 gehörte er zu den Teilnehmern am Staatsbegräbnis für den verstorbenen Ersten Sekretär der PPSh Enver Hoxha.
Zuletzt war er Stellvertretender Vorsitzender des Präsidiums der Volksversammlung und damit neben Rita Marko und Emine Guri einer der Vize-Staatspräsidenten und Vertreter von Ramiz Alia.